# جون باول إدواردز
جون باول إدواردز (بالإنجليزية: John Paul Edwards)‏ هو مصور أمريكي، ولد في 5 يونيو 1884 في مينيسوتا في الولايات المتحدة، وتوفي في 1968 في أوكلاند في الولايات المتحدة.